# Marcel Gaumont
Armand Marcel Gaumont (* 27. Januar 1880 in Tours, Département Indre-et-Loire; † 29. November 1962 in Paris) war ein französischer Bildhauer.

## Leben
Marcel Gaumont war der Sohn von Marcel Armand Gaumont und dessen Ehefrau Marthe Bascol. Mit knapp zwanzig Jahren ging er nach Paris, um an der École des Beaux-Arts Kunst zu studieren. Meistenteils war er dort Schüler der Bildhauer Louis-Ernest Barrias, Jules Coutan und François Sicard. Bald wurde Gaumont eingeladen, an verschiedenen Ausstellungen teilzunehmen, und 1908 gewann er zusammen mit seinem Kollegen Camille Crenier (1880–1915) den Prix de Rome der Académie des Beaux-Arts. Mit diesem Preis war neben einem Geldbetrag auch ein bezahlter Studienaufenthalt an der Villa Medici in Rom verbunden.
1908 reiste Gaumont zusammen mit Crenier über Marseille nach Rom, wo sie drei Jahre lang von der Académie de France à Rome betreut wurden. Im Sommer 1912 kehrte Gaumont wieder nach Frankreich zurück, ließ sich in Paris nieder und gründete ein eigenes Atelier. Er nahm am Ersten Weltkrieg teil und begann ab 1919 auch wieder als Bildhauer zu arbeiten. Nach Kriegsende hatte Gaumont seinen Durchbruch mit Kriegerdenkmälern und ab 1920 nahm er auch regelmäßig an den Ausstellungen der Société des Artistes Français (SAF) teil. Gleichzeitig begann er auch in Sèvres an der Manufacture de porcelaine zu experimentieren. Wie einige Zeit vor ihm auch sein Lehrer Jules Coutan versuchte Gaumont verschiedene Porzellane künstlerisch zu nutzen.
Am 5. Oktober 1926 heiratete Gaumont in Paris Marcelle Lévy (* 1886). Die Gaumonts lebten in Paris in der Rue de Bagneux (6. Arrondissement). 
Staatspräsident Albert Lebrun wünschte sich eine Teilnahme Gaumonts an der Weltausstellung und so wurde 1936 Gaumont beauftragt, den Palais de Tokyo auszuschmücken. Er schuf dafür vier Metope, welche heute noch dort zu sehen sind und 1937 mit einer Goldmedaille ausgezeichnet wurden. 1939 engagierte Paul Landowski Gaumont als Dozent für die Académie des Beaux-Arts, seinen Lehrauftrag konnte er aber der politischen Lage wegen nicht mehr wahrnehmen. 1944 wählte ihn die Académie des Beaux-Arts zum Nachfolger des verstorbenen Paul Gasq (1860–1944). Nach Kriegsende (→La Libération) war Gaumonts Kunst kaum mehr gefragt und er nahm auch an keiner Ausstellung mehr teil.
Im Alter von 82 Jahren starb Marcel Gaumont in Paris und fand dort auch seine letzte Ruhestätte.

## Ehrungen
- 1908: Prix de Rome in der Kategorie „Skulptur“
- 12. August 1925: Ritter der Ehrenlegion
- 1935: Goldmedaille der SAF
- 1937: Großer Preis auf der Weltausstellung für seine Arbeit am Palais de Tokyo
- 31. Oktober 1938: Offizier der Ehrenlegion
- 1944: Mitglied der Académie des Beaux-Arts
- 1947: Mitglied der Académie royale des Sciences, des Lettres et des Beaux-Arts de Belgique[2]
- Die Gemeinde Sorigny (Département Indre-et-Loire) benannte ihm zu Ehren den Place Marcel Gaumont.

## Schüler (Auswahl)
- Jean Commère (1920–1986)
- René Lelen (1911–1984)
- Émile Morlaix (1909–1990)
- Francis Pellerin (1915–1998)
- Gaston Watkin (1916–2011)

## Werke (Auswahl)
Grabmäler
- Grabstein für den Komponisten Albert Roussel, Friedhof von Varengeville-sur-Mer (Département Seine-Maritime)

Kriegerdenkmäler
- 1914 Monument aux morts de la guerre de 1870 in Tours
- 1921 Monunment aux morts de la guerre de 1914–1918 in Le Perreux-sur-Marne (Département Val-de-Marne)
- 1948 Monument aux morts de la deuxième guerre mondiale in Cluny (Département Saône-et-Loire)

Statuen
- 1925 Staue Le Printemps für die Ausstellung Exposition internationale des Arts Décoratifs et industriels modernes
- 1931 Denkmal für Pierre Belain d’Esnambuc in Fort-de-France (Martinique)
- Statue Vierge de l’annonciation für die Pfarrkirche Sacre-Cœur in Gentilly (Département Val-de-Marne)